# 최익규 (영화 감독)
최익규(崔益奎, 1934년 2월 27일 ~ )는 조선민주주의인민공화국의 영화 감독, 정치인, 선전원이다. 가명은 최상근이다.
22세이던 1956년 조선영화소의 소장이 되었다. 김정일이 국가영화산업을 1968년 장악하였을 때 최익규는 북한에서 가장 경험이 많은 영화 제작자였다. 김정일이 프로듀싱을 맡고 최익규가 감독을 맡으면서 수많은 북한 영화를 제작해냈다. 피바다(1968)와 꽃파는 처녀(1972)는 불멸의 고전 작품이었으며 대중적으로 성공하였다. 1960년대 말에 최익규는 조선로동당 선전선동부로서 북한의 모든 영화 제작을 지휘했다. 1972년, 다른 형태의 조선민주주의인민공화국의 선전에도 관여하였다.

## 참여 작품
- 피바다(1968)
- 꽃파는 처녀(1972)

## 같이 보기
- 조선민주주의인민공화국 내각
- 조선민주주의인민공화국의 문화
- 조선로동당 중앙위원회
- 조선민주주의인민공화국의 정치
- 조선 영화
- 조선민주주의인민공화국의 선전
- 조선민주주의인민공화국의 영화 목록